# ریخوالد
ریخوالد (به لاتین: Rychvald) یک منطقهٔ مسکونی در جمهوری چک است که در ناحیه کاروینا واقع شده‌است. ریخوالد ۱۷٫۰۲ کیلومتر مربع مساحت و ۶٬۸۱۷ نفر جمعیت دارد و ۲۲۰ متر بالاتر از سطح دریا واقع شده‌است.